# Pomník 43. praporu ženistů
Pomník 43. praporu ženistů, v polském originále Pomnik 43 Batalion Saperów, se nachází u silnice na ulici Helska v lokalitě Bór u města Hel v gmině Hel na Helské kose (okres Puck, Pomořské vojvodství) v severním Polsku. Pomník je celoročně volně přístupný.

## Další informace
Tématem pomníku je připomínka pobytu 43. praporu sapérů polského vojenského námořnictva v letech 1969 až 2005.
Pomník se skládá ze žulového bludného balvanu a ocelové lodní kotvy umístěné na vydlážděném prostranství ohraničeném plotem s řetězy. Na bludném balvanu je umístěna kovová deska s nápisem v polštině:
| „ | Na tym terenie w latach 1969-2005 stacjonował 43 Batalion Saperów 9 FOW Marynarki Wojennej RP Grono oficerów i sympatyków jednostki 24 lipiec 2007 r. | “ |

Z pohledu geologie byl bludný balvan dopraven do Polska ledovcem v době ledové a mnohem později byl použit pro památník.

## Galerie

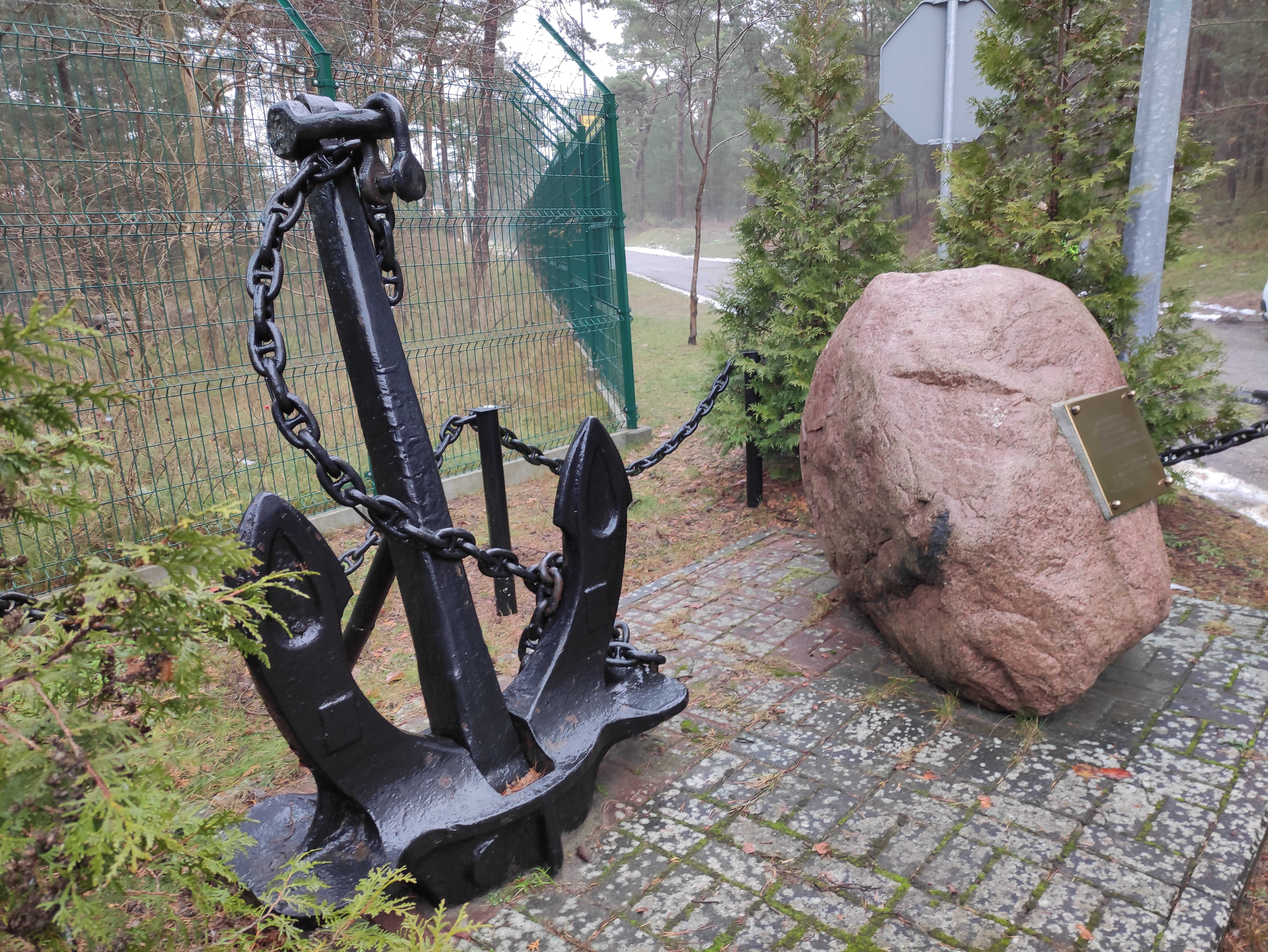
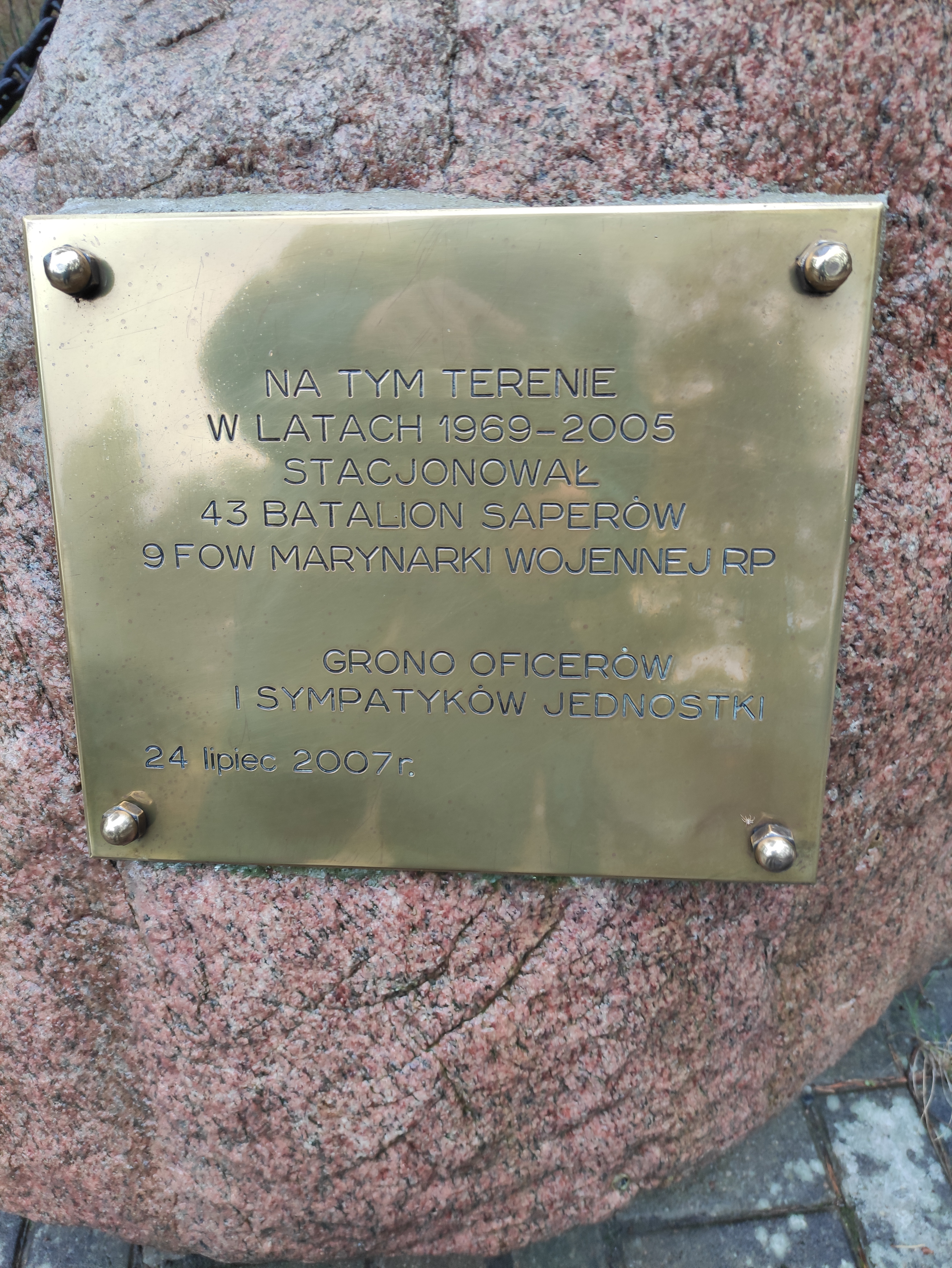